# Giuseppe Canovai
Giuseppe Canovai (* 27. Dezember 1904 in Rom; † 11. November 1942 in Buenos Aires, Argentinien) war ein katholischer Priester, Diplomat des Heiligen Stuhls und Gründer der kirchenrechtlich errichteten Laienvereinigung Familia Christi.

## Leben
Canovai studierte Jura an der römischen Universität La Sapienza und Philosophie an der Päpstlichen Universität Gregoriana und machte in beiden Fächern seinen Abschluss im Jahr 1926. Anschließend begann er ein Theologiestudium an der Gregoriana. 1929 trat er in das Priesterseminar am Almo Collegio Capranica in Rom ein. Im Jahr 1930 schloss er sein Theologiestudium mit der italienischen Laurea ab und studierte Kirchenrecht anschließend bis 1932. Er empfing am 3. Mai 1931 die Priesterweihe. 1932 wurde er Kaplan. 1937 wurde er Diözesanassistent des katholischen Studentenverbandes FUCI. 1937 gründete er die Laienvereinigung, die im Jahr 1938 als kirchenrechtlich approbierte mit dem Namen Familia Christi errichtet werden sollte. 1939 trat Canovai in die Päpstliche Diplomatenakademie ein und am 1. Januar 1940 wurde er als Auditor in die Nuntiatur nach Buenos Aires, Argentinien, geschickt. Nach kurzem Aufenthalt in der Nuntiatur in Chile kehrte er im Jahr 1942 nach Buenos Aires zurück, wo er am 11. November verstarb. Seine Überreste wurden im Jahr 2007 nach Rom überführt.
Die Auffindung seines geistlichen Tagebuches, das er seit dem Jahr 1919 führte, brachte ihm den Ruf eines heiligmäßigen Mannes ein. Der Seligsprechungsprozess wurde eröffnet, aber bisher nicht zu Ende geführt.